# Sedum fanjingshanense
Sedum fanjingshanense är en fetbladsväxtart som beskrevs av C.D.Yang och X.Yu Wang. Sedum fanjingshanense ingår i Fetknoppssläktet som ingår i familjen fetbladsväxter. Inga underarter finns listade i Catalogue of Life.